# داری دیوونم می‌کنی
هلندی یا داچ (به انگلیسی: Dutch) (منتشرشده در بریتانیا و استرالیا با عنوان داری دیوونم می‌کنی (انگلیسی: Driving Me Crazy)) (نام شخصیت پسر در فیلم) یک فیلم در ژانر کمدی-درام است که در سال ۱۹۹۱ منتشر شد.
این فیلم با عنوان «داری دیوونم می‌کنی» و دوبله فارسی توسط شبکه نمایش چندین مرتبه پخش شده‌است.

## بازیگران
- اد اونیل
- ایتان امبری
- جوبت ویلیامز
- کریستوفر مک‌دونالد
- الیزابت دیلی
- آری مایرز
- ال اسکات کالدول
- کاتلین فریمن
- آرنولد پالمر
- ویل اِستِـس